# Vicente Engonga Maté
Vicente Engonga Maté (castellà: Vicente Engonga)  (Barcelona, 20 d'octubre de 1965) és un exfutbolista català. Jugava de migcampista i el seu primer equip va ser la Gimnástica de Torrelavega, de Cantàbria. El seu germà Óscar també va ser futbolista. El 4 d'agost de 2008 va ser nomenat nou seleccionador de Guinea Equatorial.

## Biografia
Jugador nascut a Barcelona, encara que la seva infància i els seus primers passos en el futbol transcorren a Cantàbria. El seu pare, d'origen equatoguineà, va arribar a Espanya per a jugar en el Rayo Cantábria i Gimnástica de Torrelavega, entre d'altres equips.
Les seues primeres formacions van ser la Gimnástica de Torrelavega, en categoria juvenil, i en la SD O Val (regional de Narón). Després de passar per l'Sporting Maonès (2aB) fitxa pel Reial Valladolid, de la primera divisió espanyola, on roman una temporada. Tot i el seu debut tardà en Primera, amb 26 anys, va quallar una excel·lent temporada en el club val·lisoletà que el va dur a fitxar pel Celta de Vigo i, després de dues temporades, pel València CF.

### L'etapa a Mallorca
Després de la finalització de la seva tercera campanya en el conjunt valencianista, a l'estiu de 1997, Engonga recala en la disciplina del acabat d'ascendir Reial Club Deportiu Mallorca, dirigit llavors per Hèctor Cúper. Comença llavors la que probablement és la millor etapa del futbolista com a professional. A Mallorca va arribar a disputar una final de la Copa del Rei de Futbol (1998), una final de la Recopa (1999), va ser campió de la Supercopa d'Espanya (1998) i va disputar una edició de la Lliga de Campions (2001-2002) marcant el primer gol de la història del Mallorca en aquesta competició en el seu partit de debut contra l'Arsenal. Durant l'etapa a Mallorca seria convocat per primera vegada per a representar a la Selecció espanyola de futbol, amb la qual va disputar 11 partits i amb la qual va participar en l'europeu de Bèlgica i Holanda en 2000.

### Retirada
Després de la finalització de la temporada 2001-2002, i després de no renovar pel club balear, Engonga recala en el Reial Oviedo, de Segona divisió, en el qual romandria sis mesos, fins a fitxar el gener de 2003 pel Coventry City de la Second Division anglesa, que serà el seu últim club com professional. En finalitzar la temporada 2002-2003, Engonga penja les botes i passa a formar part de l'organigrama tècnic del Reial Club Deportiu Mallorca, sent segon entrenador de l'equip filial, fins a la temporada 2006-2007.
Després de convertir-se en entrenador del juvenil B del club illenc, Engonga va anunciar a l'agost de 2008 que passaria a dirigir la selecció de Guinea Equatorial. El seu debut oficial va ser el 6 de setembre de 2008 a Freetown quan els seus dirigits van perdre per 1-2 davant Sierra Leone per la fase eliminatòria de la Copa Mundial de Futbol de 2010.

## Palmarès
| Títol     | Club         | Any       |
| --------- | ------------ | --------- |
| Supercopa | RCD Mallorca | 1998-1999 |